# The Crew - Missione impossibile
The Crew - Missione impossibile (in russo Экипаж?, Ėkipaž) è un film del 2016 diretto da Nikolaj Lebedev.
Il film, prodotto dal canale Russia-1 che lo ha distribuito nell'aprile 2016, è un remake del film sovietico Atterraggio zero del 1979 ed è anche il secondo film russo ad essere filmato e proiettato con il sistema IMAX dopo Stalinigrad del 2013.
Il film è stato un successo di botteghino, incassando complessivamente circa 29 milioni di dollari statunitensi, e ha ricevuto critiche positive in particolare per quanto riguarda gli effetti speciali. Ai Golden Eagle Awards, premio russo dedicato all'industria cinematografia ispirato ai Golden Globe, ha ricevuto complessivamente 10 nomination, vincendo il premio per i migliori effetti speciali, miglior montaggio, miglior sonoro, migliori musiche e migliore attore non protagonista a Sergej Šakurov nel ruolo di Igor' Guščin.

## Trama

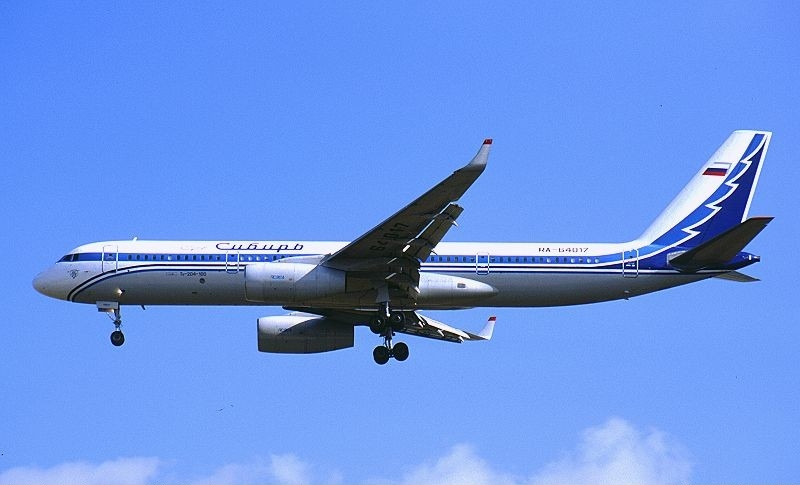
Un Tupolev Tu-204, l'aereo usato dai protagonisti del film

Aleksej Guščin è un giovane pilota militare di talento che agisce secondo coscienza personale anche se va contro gli ordini. Gli viene affidata la missione di consegnare un carico di beneficenza, ma poco prima della partenza gli viene ordinato di caricare anche due auto di lusso, nonostante il carico sia già molto pesante. Durante il volo, rendendosi conto che l'aereo non può attraversare facilmente una tempesta, decide di scaricare una delle auto invece che il carico di beneficenza, per cui viene destituito. Lascia quindi l'esercito e si candida per una compagnia aerea passeggeri, con il severo ed esperto pilota Leonid Zinčenko che supervisiona il suo esame in una simulazione. Dopo un complicato esame, Aleksej viene ingaggiato come apprendista pilota su un Tupolev Tu-204 sotto la guida di Zinčenko.
Tempo dopo, durante un volo di trasferimento durante il quale si trova a bordo anche Sergej (Valerij nella versione originale), il figlio adolescente di Zinčenko, l'aereo passeggeri viene incaricato di dirigersi presso l'isola di Kanwoo nelle Isole Aleutine per evacuare gli abitanti prima dell'imminente eruzione del vulcano. L'equipaggio arriva all'aeroporto di Kanwoo, dove scoprono che l'eruzione è già iniziata e molte persone sono state uccise o ferite mentre altre stanno arrivando all'aeroporto a bordo di minibus. All'improvviso un forte terremoto distrugge l'infrastruttura dell'aeroporto e la pista principale, mentre quella di servizio viene coperta di combustibile in fiamme.
Guščin, l'assistente di volo Andrej e Sergej decidono di andare in soccorso di un minibus che è rimasto intrappolato lungo la strada a causa di una frana. Intanto Zinčenko, l'assistente pilota Aleksandra e il resto dei passeggeri osservano l'eruzione del vulcano, rendendosi conto che la pista rischia di essere occupata dalla lava. I due piloti abbandonano il Tu-204 in favore di un An-26, un aereo da trasporto materiali in grado di decollare in minor spazio. Nel frattempo, Aleksej, Andrej e Sergej raggiungono i passeggeri bloccati, ma tornando all'aeroporto la strada viene bloccata da un flusso di lava. Andrej, che ha guidato il suo minivan nella lava, dice ai passeggeri di uscire da dietro e salire sul furgone di Aleksej: in questo modo le persone riescono a salvarsi, ma perdono i due veicoli. Il trio e i passeggeri si dirigono verso l'aeroporto a piedi, ma intanto non vedendoli ritornare Zinčenko e il resto dei passeggeri partono con l'An-26 per il pericolo imminente della lava.
Quando Guščin giunge in aeroporto trova il Tu-204 vuoto e, vedendo che è impossibile decollare dalla pista principale danneggiata dal terremoto, decide di utilizzare la pista di servizio nonostante sia coperta di olio combustibile. Il decollo è difficile a causa del fuoco sulla pista ma ha successo, anche se l'aereo perde un carrello e danneggia un motore. Mentre è in volo e cerca di trovare un aeroporto di emergenza, Guščin entra in contatto con l'aereo di Zinčenko che avverte di avere il serbatoio perforato e che stanno perdendo combustibile, per cui non riusciranno a raggiungere la costa.
L'unico aeroporto adatto a loro è il fittizio aeroporto Elisovo, e i due piloti, su suggerimento di Sergej che ricorda di aver visto una scena simile in un film, decidono di provare a trasferire i passeggeri dell'An-26 sul secondo aereo, dotato di sufficiente carburante benché sia danneggiato. L'equipaggio riesce a tirare un cavo d'acciaio tra i due velivoli e grazie alla gabbia di carico dell'An-26 l'operazione di trasbordo dei passeggeri ha successo, anche se al terzo passaggio la gabbia si rompe e alcuni dei passeggeri precipitano nell'oceano.
Una volta tutti a bordo del Tu-204 l'equipaggio riceve la notizia che su Elisovo le condizioni meteorologiche si sono aggravate, ma decidono ancora di atterrare lì perché il loro aereo ha un motore danneggiato e non è in grado di volare ancora a lungo. Guščin ammette di aver paura di far atterrare l'aereo malfunzionante in caso di maltempo visti i molti passeggeri a bordo, ma Zinčenko gli ricorda le sue abilità. Durante l'atterraggio il carrello si rompe e uno dei motori vola via con la sua ala, ma l'aereo riesce comunque ad atterrare con tutto l'equipaggio e i passeggeri salvati dall'isola.

## Distribuzione
Il film ha esordito nelle sale cinematografiche in Russia, Azerbaigian, Bielorussia e Kazakistan il 21 aprile 2016 e il giorno successivo in Estonia, Lituania e Lettonia. In lingua inglese è conosciuto con il titolo Flight Crew.
In lingua italiana è stato distribuito in edizione home video in DVD e blu-ray a partire dal 20 settembre 2017 e in streaming online sulle piattaforme Prime Video e Chili. Si tratta di una versione accorciata rispetto a quella originale, della durata di 100 minuti anziché 138.

## Accoglienza
Il film è stato un successo al botteghino, incassando solo in Russia, dove è stato il quinto film più visto del 2016, 1,43 miliardi di rubli (pari a circa 21,6 milioni di dollari), e complessivamente circa 29 milioni di dollari statunitensi, a fronte di un budget di circa 10 milioni di dollari.
Ha ricevuto critiche positive in particolare per quanto riguarda gli effetti speciali e l'azione, mentre i personaggi sono stati giudicati un po' troppo stereotipati. Ai Golden Eagle Awards, premio russo dedicato all'industria cinematografia ispirato ai Golden Globe, ha ricevuto complessivamente 10 nomination e vinto il premio per i migliori effetti speciali, miglior montaggio, miglior sonoro, migliori musiche e migliore attore non protagonista a Sergej Šakurov nel ruolo di Igor' Guščin.